# Externat Saint-Joseph-de-Cluny
L'externat Saint-Joseph-de-Cluny est un établissement d’enseignement catholique du premier degré situé à l'angle de la rue François Arago et de la rue d’Ennery, dans le centre de la ville de Pointe-à-Pitre en Guadeloupe. Il se présente comme vivant dans la tradition spirituelle, morale et éducative de la congrégation des sœurs de Saint-Joseph de Cluny.
D'abord créée pour accueillir des jeunes filles en 1860, l'école ouvre désormais ses portes aux garçons. L’établissement compte 5 classes de maternelle, 15 classes élémentaires ainsi qu'une classe de regroupement d’adaptation.

## Historique

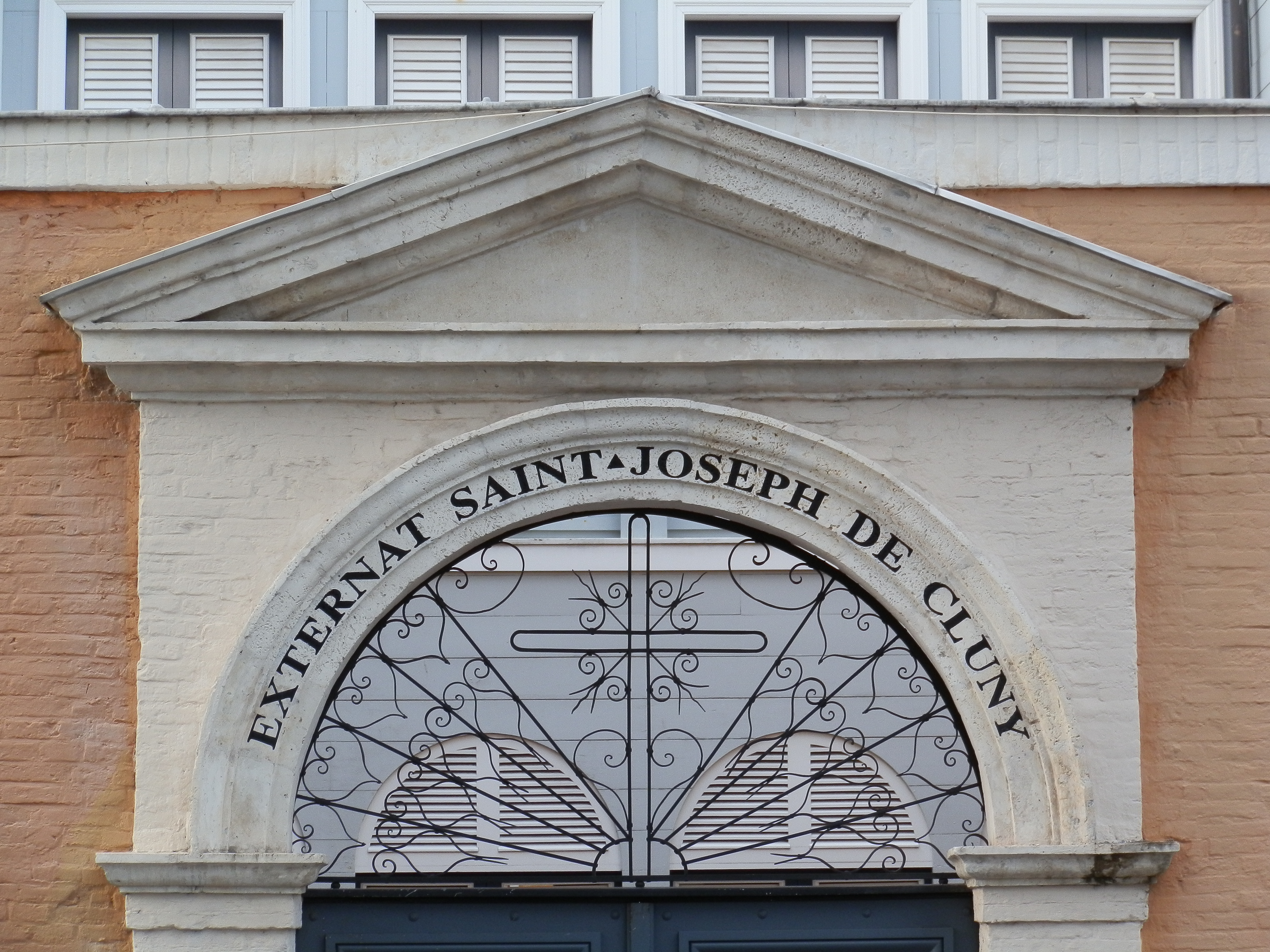
Détail du porche d'entrée.

L'externat Saint-Joseph-de-Cluny est construit vers 1840 par l'ordre des sœurs de Saint-Joseph de Cluny, une congrégation enseignante missionnée pour l'éducation des enfants. Cet ordre religieux catholique de droit pontifical est encouragé par Joseph-Henri-Joachim Lainé, ministre de Louis XVIII, à prendre en charge l'éducation (en particulier des filles) dans les colonies françaises par la création d'internats et d'externats dans les Antilles françaises et en Guyane. 
La première école est bâtie sur le Morne à Caille en 1840. Elle est cependant déplacée sur son site actuel lorsque les religieuses viennent s'installer sur l'île en 1882. Il est supposé que l'architecte Alexandre Petit, maître d’œuvre de l'église Saint-Pierre-et-Saint-Paul voisine, ait participé à la construction. L'édifice, que composent deux corps de bâtiments reliés par la chapelle, le sol des cours et les murs extérieurs sont classés au titre des monuments historiques le 5 mai 1988.
En 1870, la congrégation obtient la reconnaissance civile de l'État français. Au XXe siècle, l'externat devient un groupe scolaire privé.

## Architecture
L'externat est bâti dans un mélange de style colonial et de style Empire. Les deux corps de bâtiments, hauts d'un étage, sont disposés en H et reliés par une cour pavée. Le rez-de-chaussée en brique est surmonté d’un étage en bois avec combles habitables. Côté rue, l’entrée principale formée par un arc en plein cintre surmonté d’un fronton est en pierre calcaire.
On y trouve également une galerie couverte, une chapelle et des cours intérieures pavées dont la principale est bordée d'un préau couvert à arcades.

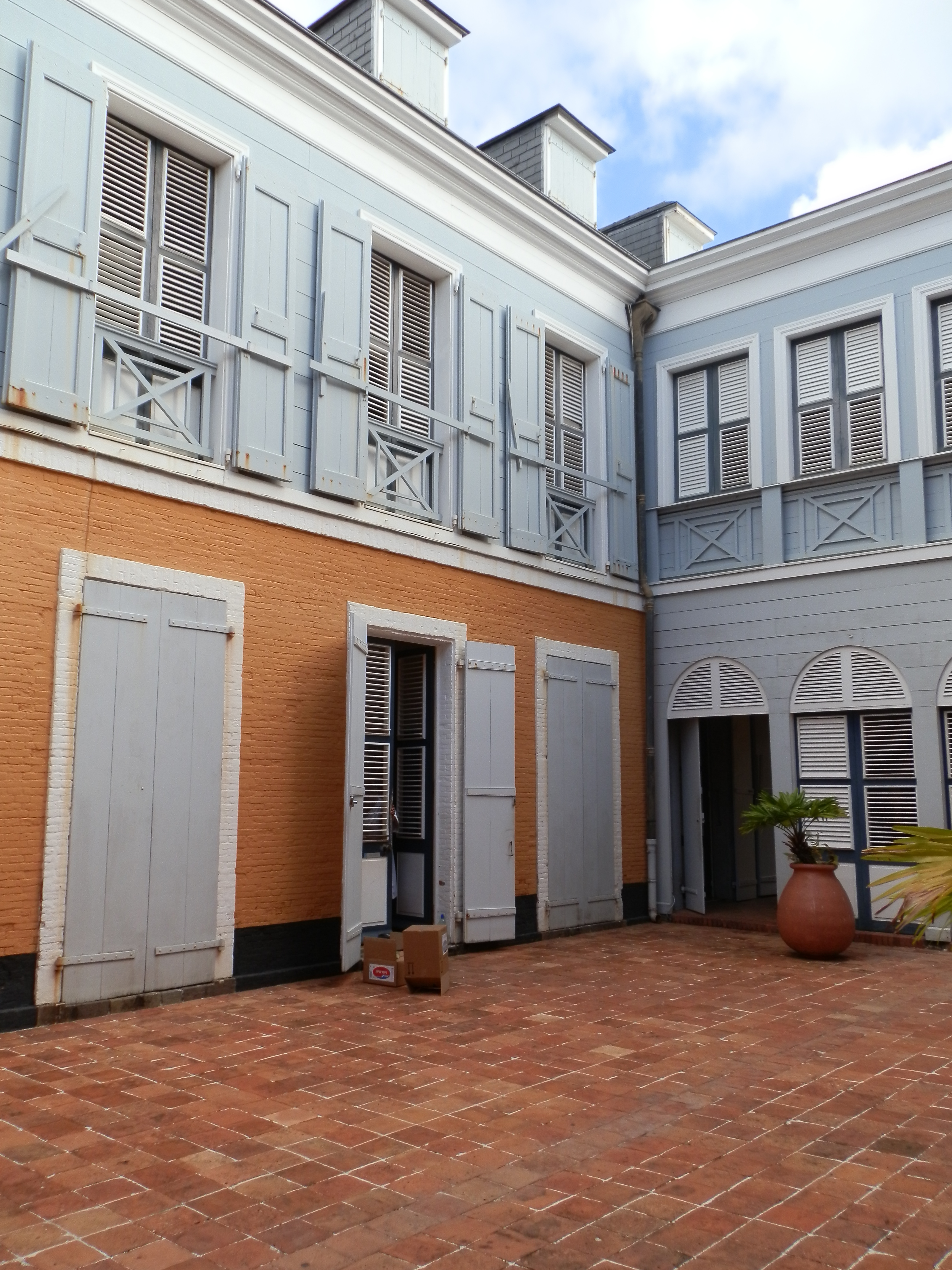
Bâtiments et cour intérieure classés.
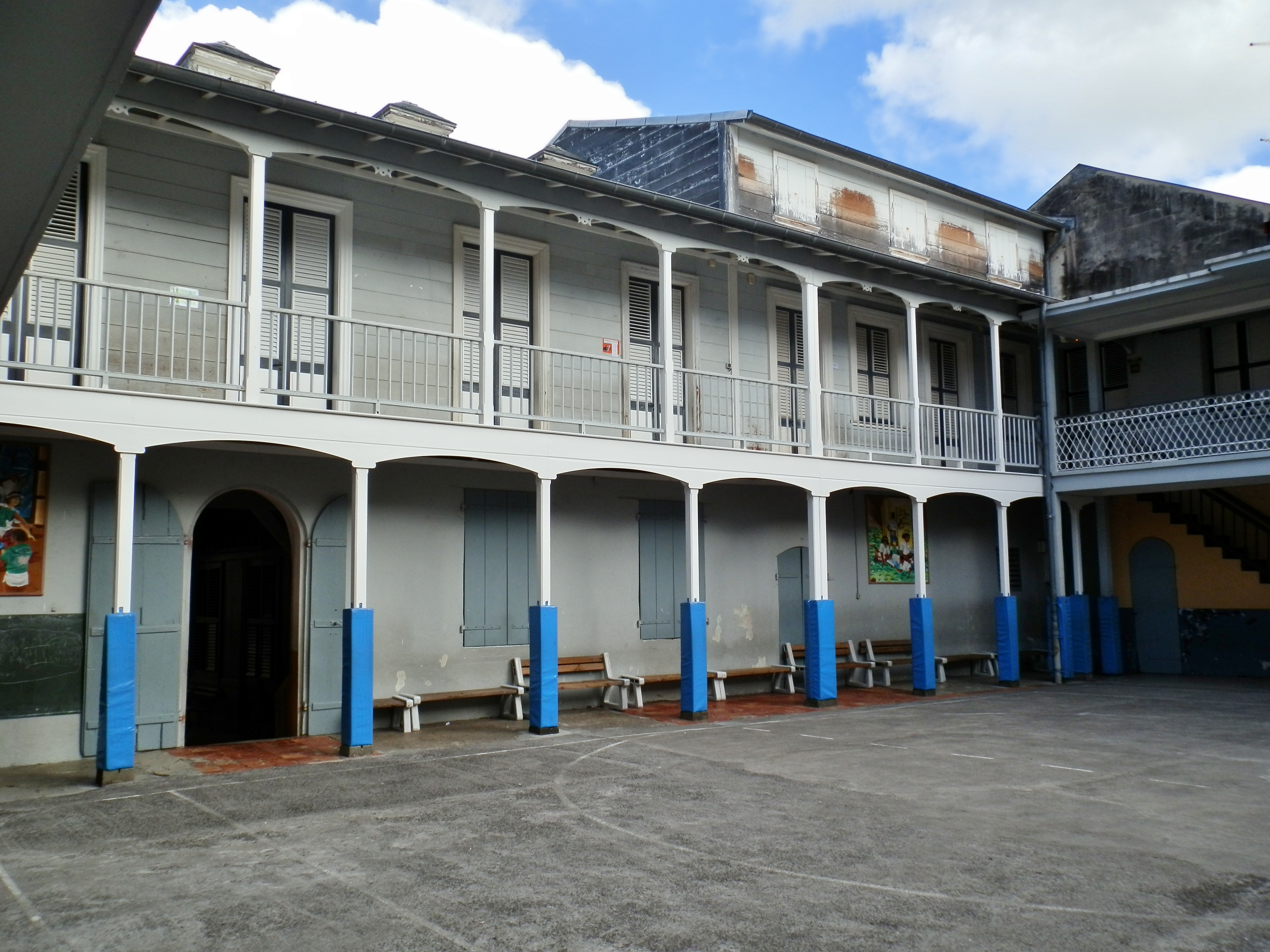
Galeries et cour intérieure classées.
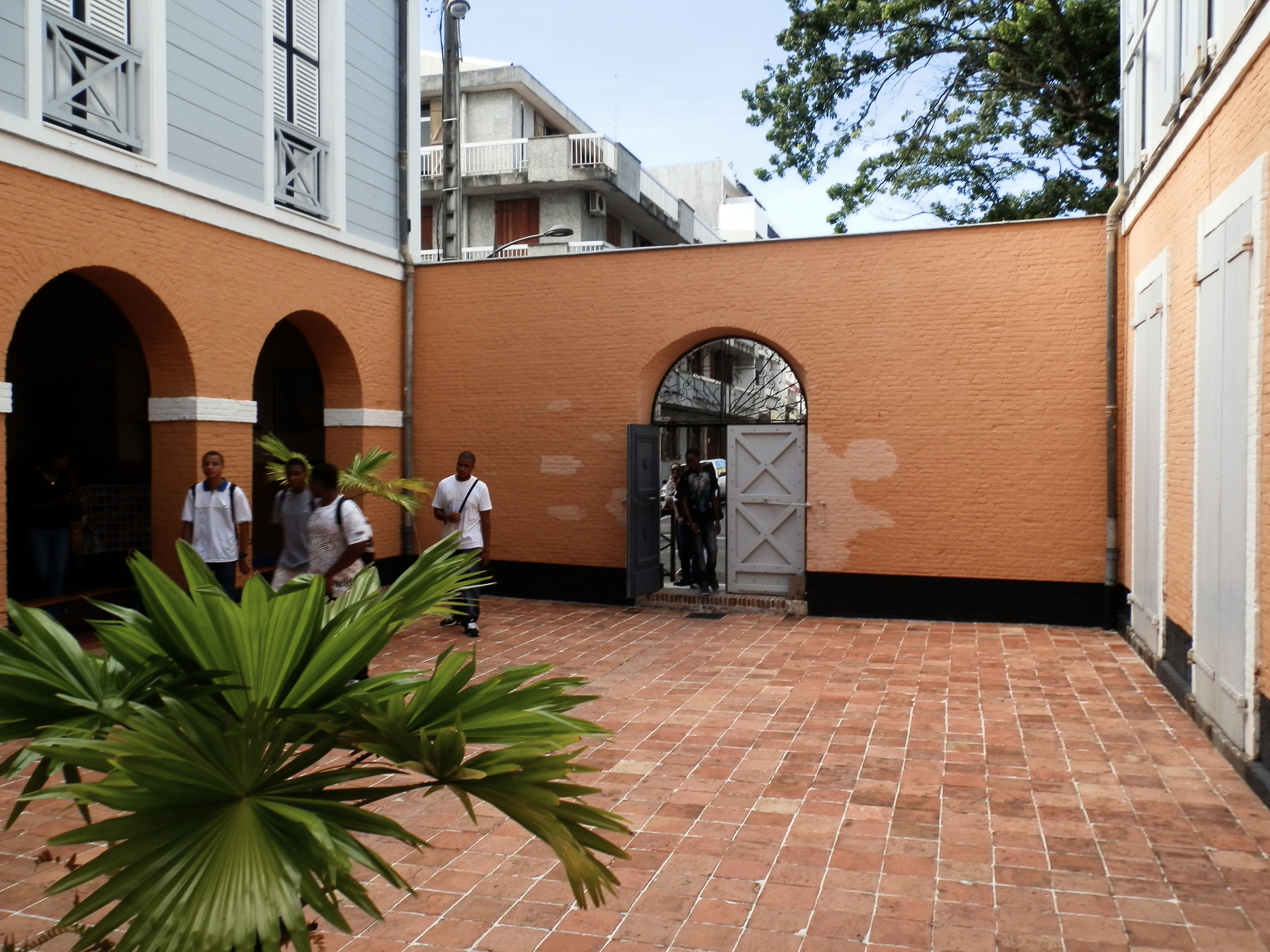
Cour d'entrée.